# Elaphe radiata
Elaphe radiata este o specie de șerpi din genul Elaphe, familia Colubridae, descrisă de Heinrich Boie în anul 1827. Conform Catalogue of Life specia Elaphe radiata nu are subspecii cunoscute.